# Campionati mondiali di slittino su pista naturale 2021 - Singolo uomini
La gara di singolo uomini dei campionati mondiali di slittino su pista naturale 2021 si disputò il 14 febbraio 2021 presso l'impianto di Umhausen sulla lunghezza di due manche. Presero parte alla competizione 26 atleti di 11 nazionalità diverse. Tutti gli atleti conclusero le due manche di gara in programma.
Per la prima volta dal 2011 l'Austria ha portato a casa la medaglia d'oro nel singolo uomini grazie ad una prova scevra di errori dell'idolo di casa Thomas Kammerlander al primo oro mondiale individuale. L'austriaco ha fatto segnare il miglior tempo in entrambe le manche ed ha preceduto il bi-campione del mondo in carica Alex Gruber e Patrick Pigneter, alla sua settima medaglia mondiale nel singolo.
Alex Gruber ha indossato una medaglia in questa specialità per il quinto mondiale consecutivo mentre l'Italia ha raggiunto il podio per la nona volta consecutiva.

## Podio
| Pos.    | Atleta              | Nazione | Tempo   |
| ------- | ------------------- | ------- | ------- |
| Oro     | Thomas Kammerlander | Austria | 2'24"82 |
| Argento | Alex Gruber         | Italia  | 2'25"46 |
| Bronzo  | Patrick Pigneter    | Italia  | 2'25"72 |

## Programma
| Data             | Ora (UTC+1) | Turno     |
| ---------------- | ----------- | --------- |
| 14 febbraio 2021 | 09:30       | 1ª manche |
| 14 febbraio 2021 | 11:30       | 2ª manche |

## Situazione pre-gara

### Campioni in carica
L'Italia si era imposta in tutte e quattro le ultime edizioni: due volte con Patrick Pigneter e successivamente altre due volte con Alex Gruber. Thomas Kammerlander, vincitore delle ultime quattro Coppe del Mondo, non aveva mai vinto una rassegna iridata ma aveva dominato le ultime quattro prove di Coppa del Mondo laddove l'Austria aveva addirittura vinto tutte le ultime nove gare svoltesi.
I campioni in carica a livello mondiale ed europeo erano:
| Campione | Atleta                  | Tempo   | Data                              | Competizione  |
| -------- | ----------------------- | ------- | --------------------------------- | ------------- |
| Mondiale | Alex Gruber Italia      | 3'06"23 | 2–3 febbraio 2019 Lazfons, Italia | Mondiali 2019 |
| Europeo  | Michael Scheikl Austria | 11"11   | 21 febbraio 2020 Mosca, Russia    | Europei 2020  |

### La stagione
Prima di questa gara, le competizioni di Coppa del Mondo avevano visto i seguenti risultati:
| Data             | Località         | Prima                       | Seconda                                    | Terza                                      |
| ---------------- | ---------------- | --------------------------- | ------------------------------------------ | ------------------------------------------ |
| 17 dicembre 2020 | Obdach           | Michael Scheikl Austria     | Christian Schopf Austria                   | Patrick Pigneter Italia                    |
| 19 dicembre 2020 | Obdach           | Michael Scheikl Austria     | Patrick Pigneter Italia                    | Alex Gruber Italia                         |
| 15 gennaio 2021  | Moso in Passiria | Thomas Kammerlander Austria | Patrick Pigneter Italia                    | Alex Gruber Italia Michael Scheikl Austria |
| 17 gennaio 2021  | Moso in Passiria | Thomas Kammerlander Austria | Michael Scheikl Austria                    | Patrick Pigneter Italia                    |
| 9 febbraio 2021  | Lasa             | Thomas Kammerlander Austria | Alex Gruber Italia Michael Scheikl Austria |                                            |
| 10 febbraio 2021 | Lasa             | Thomas Kammerlander Austria | Alex Gruber Italia                         | Mathias Troger Italia                      |

## Risultati
La prima manche del singolo uomini vede ancora una volta l'austriaco Thomas Kammerlander davanti a tutti come nelle ultime uscite stagionali. Nonostante un ultimo settore non all'altezza dei migliori chiude con 0"21 di vantaggio su Alex Gruber e 0"41 su Patrick Pigneter. Michael Scheikl, fresco vincitore della Coppa del Mondo 2021 spreca tutto nella parte bassa di pista quando si trovava a soli 0"11 di distacco dal connazionale dopo i primi due intermedi. Appena sopra il secondo di distacco si piazza il terzo italiano, Stefan Federer, autore di una buona prestazione nella parte centrale di gara.
Il terzetto russo nella ripresa non riesce a recuperare posizioni per ambire al podio mentre Fabian Achenrainer replicando il buon tempo di manche sale di una posizione. Stefan Federer peggiora di tre decimi il crono della prima discesa sprecando tutto nella fase finale di gara. Michael Scheikl, costretto a recuperare 0"16 a Patrick Pigneter per acciuffare il bronzo, commette delle sbavature a metà pista e l'ottimo rush finale non gli consentono di indossare una medaglia per soli 17 centesimi. Patrick Pigneter riesce invece a replicare al centesimo il tempo della sua prima manche ma ciò non basta per migliorare la sua posizione a fine gara. Il suo connazionale Alex Gruber, chiamato a recuperare su Kammerlander per difendere il titolo 2019, non parte benissimo nei primi settori di gara e non riesce a migliorarsi nemmeno nello schuss finale. Thomas Kammerlander replicando quasi alla perfezione la manche iniziale può dunque chiudere con 0"64 di vantaggio sull'italiano e conquistare la sua prima medaglia d'oro mondiale a livello individuale.
| Pos. | Atleta                     | Nazione   | 1ª manche | 2ª manche | Totale  | Distacco |
| ---- | -------------------------- | --------- | --------- | --------- | ------- | -------- |
|      | Thomas Kammerlander        | Austria   | 1'12"45   | 1'12"37   | 2'24"82 |          |
|      | Alex Gruber                | Italia    | 1'12"66   | 1'12"80   | 2'25"46 | +0"64    |
|      | Patrick Pigneter           | Italia    | 1'12"86   | 1'12"86   | 2'25"72 | +0"90    |
| 4    | Michael Scheikl            | Austria   | 1'13"02   | 1'12"87   | 2'25"89 | +1"07    |
| 5    | Stefan Federer             | Italia    | 1'13"52   | 1'13"84   | 2'27"36 | +2"54    |
| 6    | Fabian Achenrainer         | Austria   | 1'13"79   | 1'13"82   | 2'27"61 | +2"79    |
| 7    | Aleksandr Egorov           | RLF       | 1'13"70   | 1'14"13   | 2'27"83 | +3"01    |
| 8    | Grigori Bukin              | RLF       | 1'14"05   | 1'13"87   | 2'27"92 | +3"10    |
| 9    | Jurij Talich               | RLF       | 1'14"31   | 1'14"01   | 2'28"32 | +3"50    |
| 10   | Florian Clara              | Italia    | 1'14"24   | 1'14"25   | 2'28"49 | +3"67    |
| 11   | Stanislav Kovšik           | RLF       | 1'14"30   | 1'14"58   | 2'28"88 | +4"06    |
| 12   | Fabian Brunner             | Italia    | 1'14"33   | 1'14"98   | 2'29"31 | +4"49    |
| 13   | Christian Schopf           | Austria   | 1'14"55   | 1'15"03   | 2'29"58 | +4"76    |
| 14   | Bine Mekina                | Slovenia  | 1'16"84   | 1'16"41   | 2'33"25 | +8"43    |
| 15   | Myroslav Lenko             | Ucraina   | 1'17"10   | 1'17"03   | 2'34"13 | +9"31    |
| 16   | Ivan Lenko                 | Ucraina   | 1'17"11   | 1'17"43   | 2'34"54 | +9"72    |
| 17   | Blaz Mekina                | Slovenia  | 1'18"17   | 1'17"20   | 2'35"37 | +10"55   |
| 18   | Matevz Vertelj             | Slovenia  | 1'17"82   | 1'18"72   | 2'36"54 | +11"72   |
| 19   | Leonardo De Oliveira Silva | Brasile   | 1'18"64   | 1'18"12   | 2'36"76 | +11"94   |
| 20   | Jerome Almer               | Svizzera  | 1'18"27   | 1'19"02   | 2'37"29 | +12"47   |
| 21   | David Rydl                 | Rep. Ceca | 1'19"63   | 1'19"41   | 2'39"04 | +14"22   |
| 22   | Simon Dietz                | Germania  | 1'19"58   | 1'19"90   | 2'39"48 | +14"66   |
| 23   | Tomas Hasek                | Rep. Ceca | 1'20"64   | 1'19"49   | 2'40"13 | +15"31   |
| 24   | Vid Kralj                  | Slovenia  | 1'20"57   | 1'19"74   | 2'40"31 | +15"49   |
| 25   | Szymon Jan Majdak          | Polonia   | 1'20"61   | 1'20"81   | 2'41"42 | +16"60   |
| 26   | Luka Novakovic             | Serbia    | 1'21"30   | 1'20"64   | 2'41"94 | +17"12   |